# Lillesjön (Örsås socken, Västergötland)
Lillesjön är en sjö i Svenljunga kommun i Västergötland och ingår i Ätrans huvudavrinningsområde.